# Israel Putnam

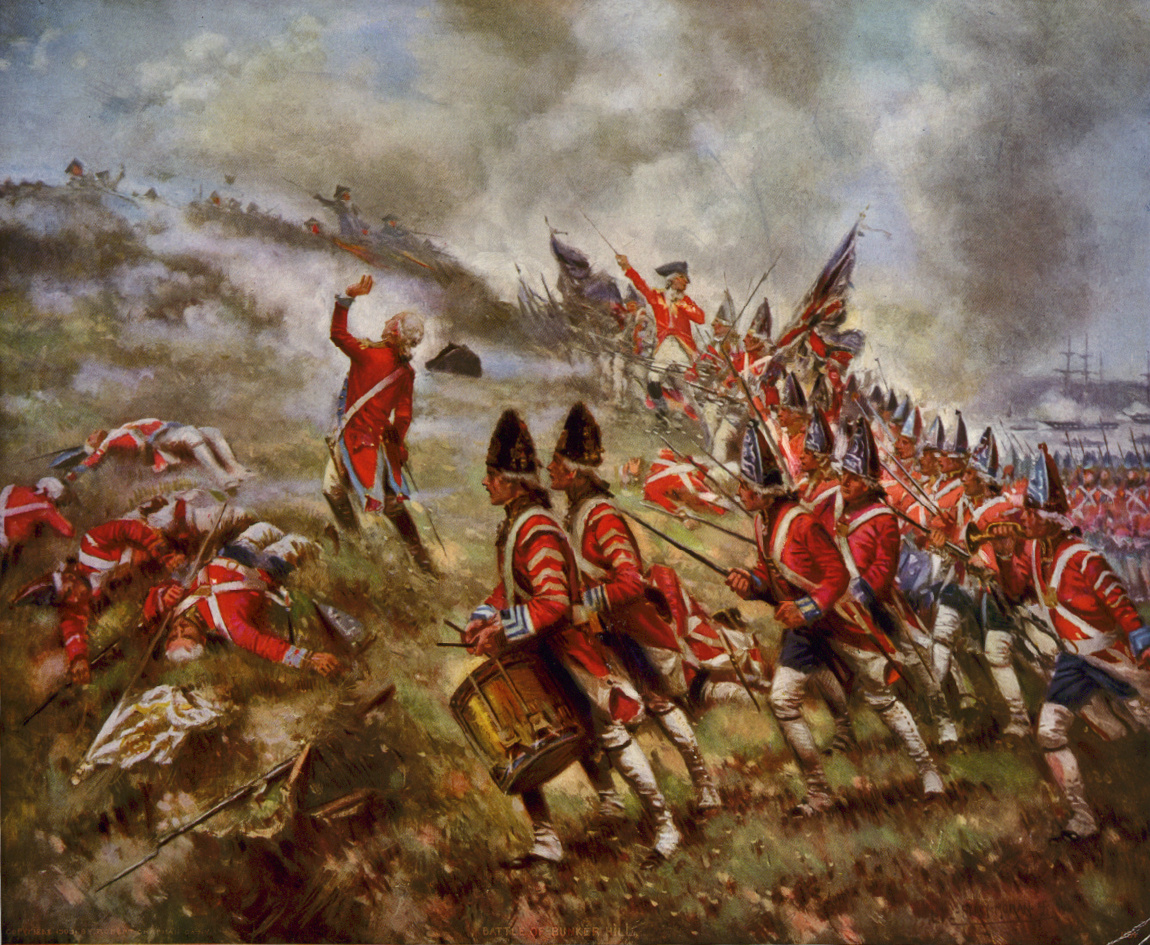
Percy Moran: Bitwa o Bunker Hill

Israel Putnam (ur. 7 stycznia 1718 w Salem, zm. 29 maja 1790 w Brooklynie) – amerykański generał; wyróżnił się w bitwie o Bunker Hill w okresie amerykańskiej wojny o niepodległość.

## Młodość i początki kariery
Putnam urodził się w Salem (obecnie Danvers) w Massachusetts, w rodzinie zamożnych farmerów Josepha i Elizabeth Putnamów. W 1740 przeprowadził się do Mortlake (obecnie Pomfred) w Connecticut. Tradycja przypisuje mu zabicie tam ostatniego wilka, co pozwoliło prowadzić bezpiecznie hodowlę. W przededniu wybuchu rewolucji amerykańskiej był dość zamożnym farmerem i właścicielem gospody.
W latach 1755–1765 brał udział w kampaniach przeciwko wojskom francuskim i Indianom jako członek Rangersów, jak również regularnych sił brytyjskich. W 1756 został kapitanem, a w 1758 majorem. W 1758, jako dowódca sił zbrojnych Connecticut, został wysłany na odsiecz oblężonemu przez Pontiaca Detroit. Został schwytany przez Indian Caughnawaga i w ostatniej chwili uratowany przed spaleniem żywcem dzięki interwencji francuskiego oficera.
W 1759 dowodził regimentem w ataku na Fort Ticonderoga, a później na Montreal. W 1762 przeżył katastrofę morską podczas kampanii przeciwko wojskom hiszpańskim, która miała na celu zdobycie Hawany na Kubie. Przypisuje się mu przywiezienie z Kuby do Nowej Anglii nasion kubańskiego tytoniu.
Putnam otwarcie krytykował brytyjską politykę podatkową w koloniach i w 1766 został wybrany do Zgromadzenia Generalnego Connecticut. Był też jednym z założycieli tajnej organizacji pod nazwą Synowie Wolności (ang. Sons of Liberty) w Connecticut.

## Okres amerykańskiej wojny o niepodległość
20 kwietnia 1775 Putnam dowiedział się o rozegranej dzień wcześniej bitwie pod Lexington. Według tradycji zostawił na polu pług i w ciągu 8 godzin pokonał 100 mil do Cambridge, aby podjąć walkę o niepodległość. Wstąpił do Armii Kontynentalnej i został mianowany pułkownikiem 3 Regimentu Connecticut, a następnie brygadierem milicji Connecticut. Po bitwie pod Lexington Putnam poprowadził milicję do Bostonu i został mianowany generałem majorem. Tym samym został drugim rangą oficerem w dowództwie Armii Kontynentalnej. Razem z pułkownikiem Williamem Prescottem zaplanował i przeprowadził bitwę o Bunker Hill. Podczas bitwy miał wydać żołnierzom rozkaz: "Nie strzelajcie, dopóki nie zobaczycie białek ich oczu." Rozkaz ten stał się przysłowiem w okresie wojny o niepodległość, a podyktowany był tym, że żołnierzom brakowało amunicji.
Po bitwie Putnam został dowódcą wojsk amerykańskich w Nowym Jorku do czasu przybycia nowo mianowanego naczelnego dowódcy – Jerzego Waszyngtona, 13 kwietnia 1776.
Zwycięstwo pod Bunker Hill było największym militarnym osiągnięciem Putnama. Podczas bitwy na Long Island wycofał się z pola bitwy, co przyczyniło się do porażki wojsk amerykańskich. Waszyngton odsunął Putnama od służby liniowej, powierzając mu zadania związane z rekrutacją żołnierzy.
W 1777 Putnam otrzymał dowództwo w Hudson Highlands, gdzie poddał Brytyjczykom forty Montgomery i Clinton. W związku z tym stanął przed specjalną komisją, która oczyściła go z zarzutów.
W grudniu 1779 Putnam doznał wylewu krwi do mózgu i został sparaliżowany. Położyło to kres jego karierze wojskowej.